# Josafat Kuncewycz
Josafat Kuncewycz, även benämnd Josafat av Polotsk (vitryska:  Язафат Кунцэвіч, Jazafat Kuncevič, polska: Jozafat Kuncewicz, ukrainska: Йосафат Кунцевич, Josafat Kuntsevych), född 1580 i Vladimir, i Polsk-litauiska samväldet), död 12 november 1623 i Vitsebsk, Polsk-litauiska samväldet), var en basilianmunk och romersk-katolsk ärkebiskop av Polotsk. Han led martyrdöden och vördas som helgon inom Romersk-katolska kyrkan och Ukrainska grekisk-katolska kyrkan. Hans minnesdag firas den 12 november.

## Biografi
Josafat föddes i en vitrysk adelsfamilj, men han visade inget intresse för överklassens nöjen. Vid tjugofyra års ålder inträdde han i Den heliga Treenighetens kloster i Vilnius, som sköttes av basilianermunkar. Josafat prästvigdes 1609 och blev inom kort abbot för flera munkkloster. 1617 vigdes han till biskop av Vitsebsk, och året därpå, 1618, intog han ärkestolen i Polotsk.
Som ärkebiskop ägnade sig Josafat åt att återföra till Rom de kristna som tidigare avskilts från Romersk-katolska kyrkan. I slutet av 1590-talet hade den så kallade Brestunionen ställt ukrainska ortodoxa kyrkan under påven. Dessa kristna, som i huvudsak bestod av ukrainare och vitryssar, lydde under Polsk-litauiska samväldet. De behöll den östkyrkliga liturgin och kom att kallas "uniater", på grund av sin anslutning till den latinska kyrkan under påvens primat. Både påven Clemens VIII och den polske kungen, Sigismund, ställde sig bakom återföreningen. Det fanns dock många motståndare till unionen, främst de ortodoxa som bevarat unionen med patriarken av Konstantinopel. Konflikten förvärrades med åren, och ärkebiskop Josafat, stod då mitt i skottlinjen. Vid ett tillfälle yttrade han följande till sina fiender:
| ”                    | Ni Vitsebsk-bor vill ta livet av mig. Ni ligger i bakhåll för mig överallt, på gatorna, vid broarna, vid handelsvägarna och på marknadsplatsen. Jag är en herde bland er, och ni borde veta att jag gladeligen skulle ge mitt liv för er. Jag är beredd att dö för unionen, för det petrinska ämbetet, och för påven. | „ |
| – Ärkebiskop Josafat | |   |

Den 12 november 1623 bröt sig några ortodoxa unionsmotståndare in i ärkebiskopens residens i Vitsebsk och dödade Josafat med yxor och svärd. En rad mirakler rapporterades ha inträffat vid ärkebiskopens grav, och påve Urban VIII tillsatte en kommission med uppgift att undersöka Josafats liv, martyrium samt de mirakler som sades ha ägt rum. Josafat saligförklarades 1643, tjugo år efter sin död. 1867 ägde hans kanonisering rum.

### Fotnoter
1. ↑  Saint Peter's Basilica; Ukrainian Catholic Archeparchy of Winnipeg Arkiverad 22 juni 2007 hämtat från the Wayback Machine.
2. ↑  Catholic.org Arkiverad 7 augusti 2007 hämtat från the Wayback Machine.